# Purachet Thodsanit
Purachet Thodsanit (thailändisch ปุรเชษฐ์ ทอดสนิท, * 9. Mai 2001 in Bangkok) ist ein thailändischer Fußballspieler.

## Karriere

### Verein
Purachet Thodsanit steht seit Anfang 2020 bei Muangthong United unter Vertrag. Der Verein aus Pak Kret, einem nördlichen Vorort der Hauptstadt Bangkok, spielt in der ersten thailändischen Liga, der Thai League. Nach Vertragsunterschrift wurde er die Saison 2020/21 direkt an den Ayutthaya FC ausgeliehen. Mit dem Verein aus Ayutthaya spielte er in der dritten Liga. Nach Saisonende kehrte er zu Muangthong zurück. Sein Erstligadebüt gab Purachet Thodsanit am 9. Oktober 2021 (7. Spieltag) im Heimspiel gegen den Erstligaaufsteiger Khon Kaen United FC. Hier wurde er in der 85. Minute für Weerathep Pomphan eingewechselt. Muangthong gewann das Spiel 3:1. Mit Muangthong stand er am 16. Juni 2024 im Finale des Thai League Cup. Hier verlor man mit 1:0 gegen den Erstligisten BG Pathum United FC. Am 24. Mai 2025 stand er mit Muangthong im Finale des FA Cups, das man mit 3:2 gegen den Meister Buriram United verlor.

### Nationalmannschaft
Purachet Thodsanit gab sein Debüt in der thailändischen Nationalmannschaft am 12. Oktober 2023 in einem Freundschaftsspiel gegen Georgien. Bei der 8:0-Niederlage stand er in der Startelf und wurde nach der Halbzeit gegen Yotsakon Burapha ausgewechselt.

## Erfolge
Muangthong United
- Thailändischer Ligapokalfinalist: 2023/24
- Thailändischer Pokalfinalist: 2024/25